# Géographie de la Mongolie
Pour un article plus général, voir Mongolie.
La Mongolie est un pays enclavé entre la Chine et la Russie.
D'une superficie de 1 566 500 kilomètres carrés, le pays possède un territoire grand comme 2,5 fois la France.
Son relief est composé de montagnes et de plateaux vallonnés. L’ouest et le nord sont occupés par les monts Altaï, puis l’altitude diminue progressivement vers les plaines et les dépressions du sud et de l’est. Le point culminant, le Kujten Uul, est situé à l’extrême ouest, à la croisée des frontières russe et chinoise. L’altitude moyenne de la Mongolie est de 1 580 mètres. Le nord et l’ouest sont sujets aux séismes et comportent plusieurs volcans actifs ou éteints.

## Relief

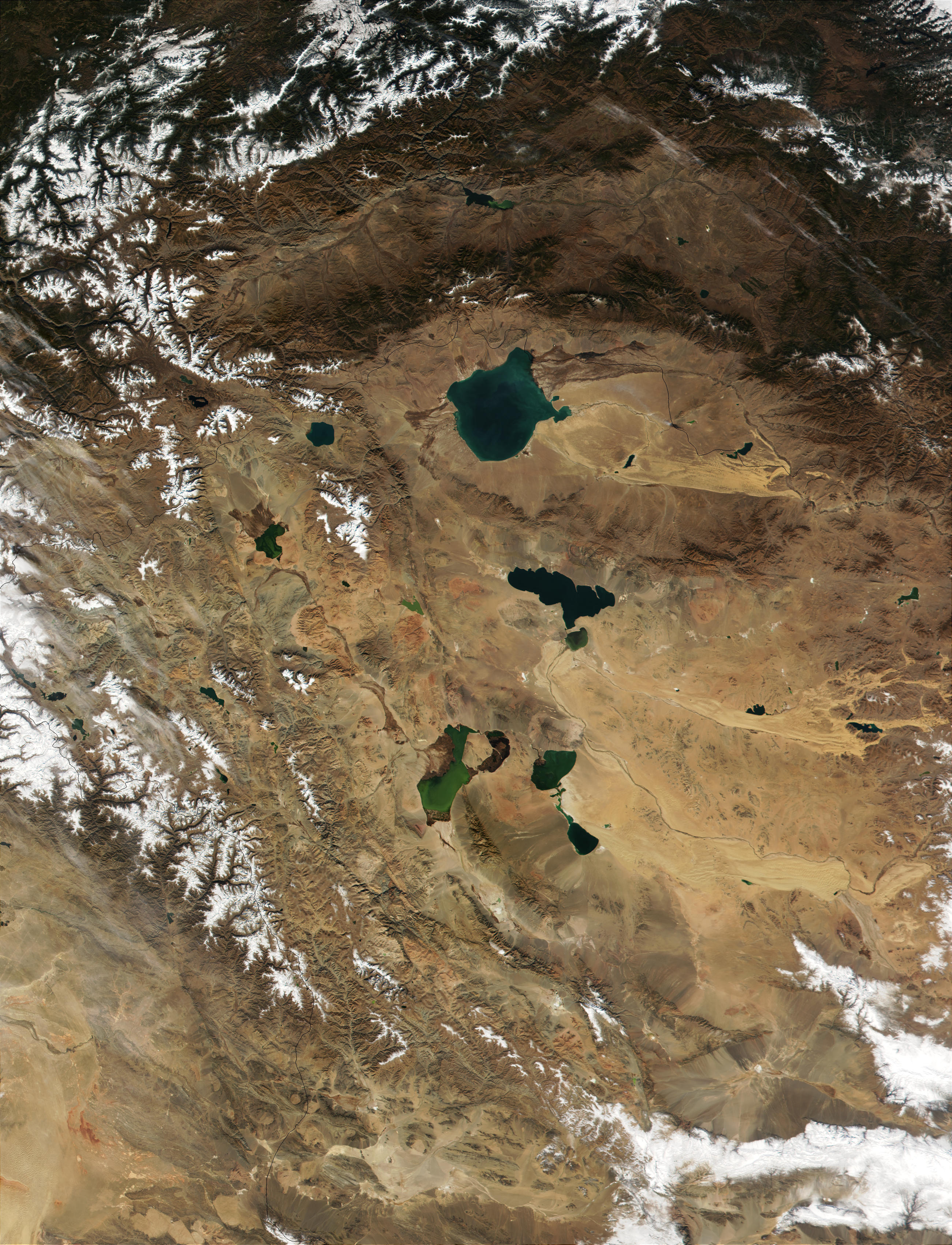
Bassin des Grands Lacs, dépression à la frontière entre Mongolie et Russie.

La Mongolie possède trois grandes chaînes montagneuses. La plus haute, les monts Altaï, traverse l’ouest et le sud-ouest du pays sur un axe orienté du nord-ouest au sud-est. Les monts Khangaï, de formation plus ancienne et d’altitude moindre, couverts de forêts et de pâturages alpins, occupent une grande partie du centre et du nord. Les monts Khentii (en mongol Khentiin nuruu "Хэнтийн нуруу"), au nord-est d’Oulan-Bator, près de la frontière russe, sont encore plus bas.
La plus grande partie de la Mongolie orientale est constituée de plaines. La zone la plus basse est une dépression orientée du sud-ouest au nord-est reliant la région du désert de Gobi à la frontière orientale.

## Hydrographie

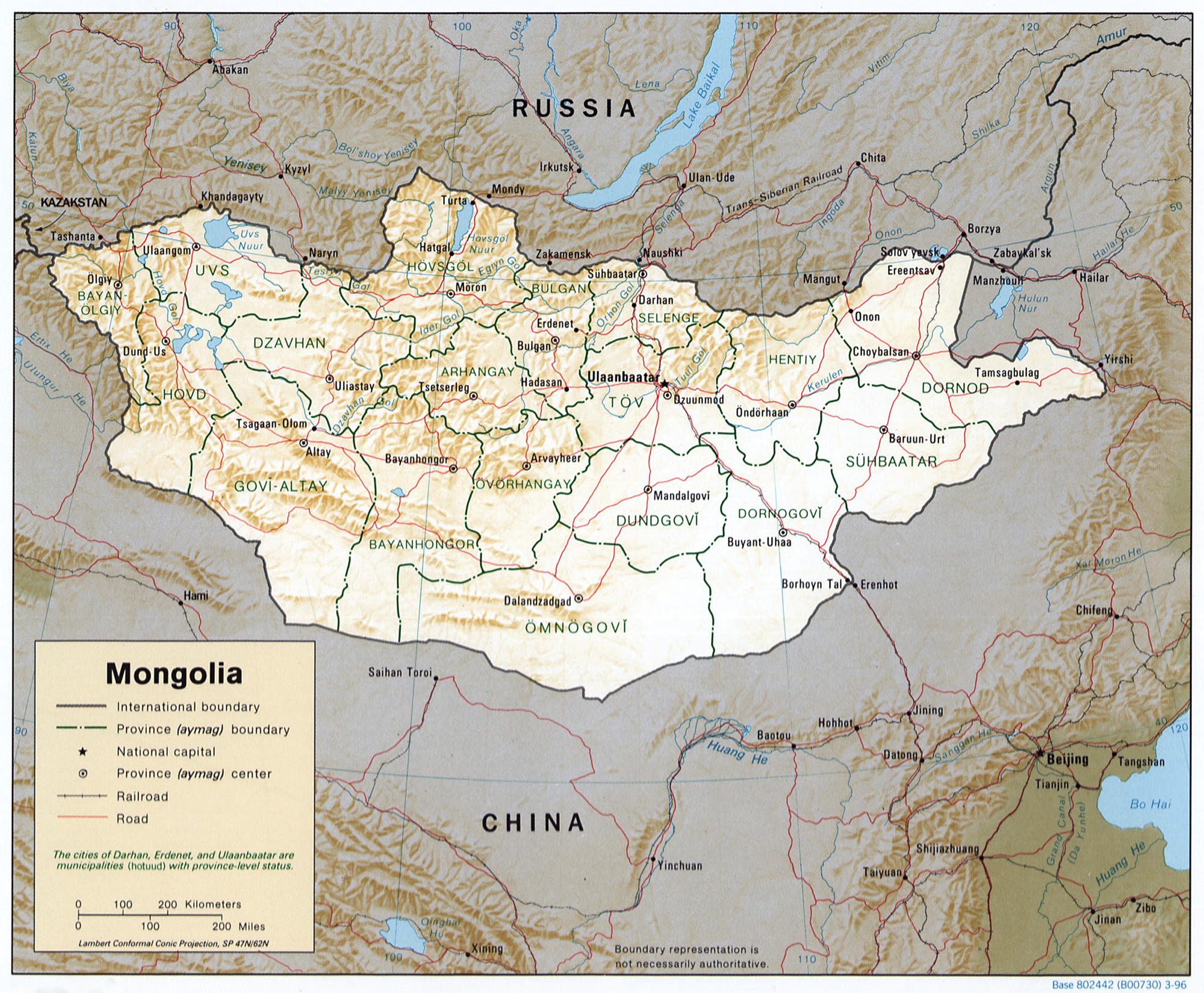
Relief, provinces et hydrographie

Les fleuves de Mongolie coulent principalement au nord, moins aride que le reste du pays. Le principal système fluvial du pays est celui de la Selenga qui se jette dans le lac Baïkal. Quelques affluents de l’Ienisseï naissent dans les montagnes du nord-ouest. Les fleuves du nord-est se jettent dans l’océan Pacifique à travers le fleuve Amour et l’Argoun.
Les quelques cours d’eau du sud et du sud-ouest ne se jettent dans aucune mer mais se perdent dans le désert ou des lacs salés.

## Climat

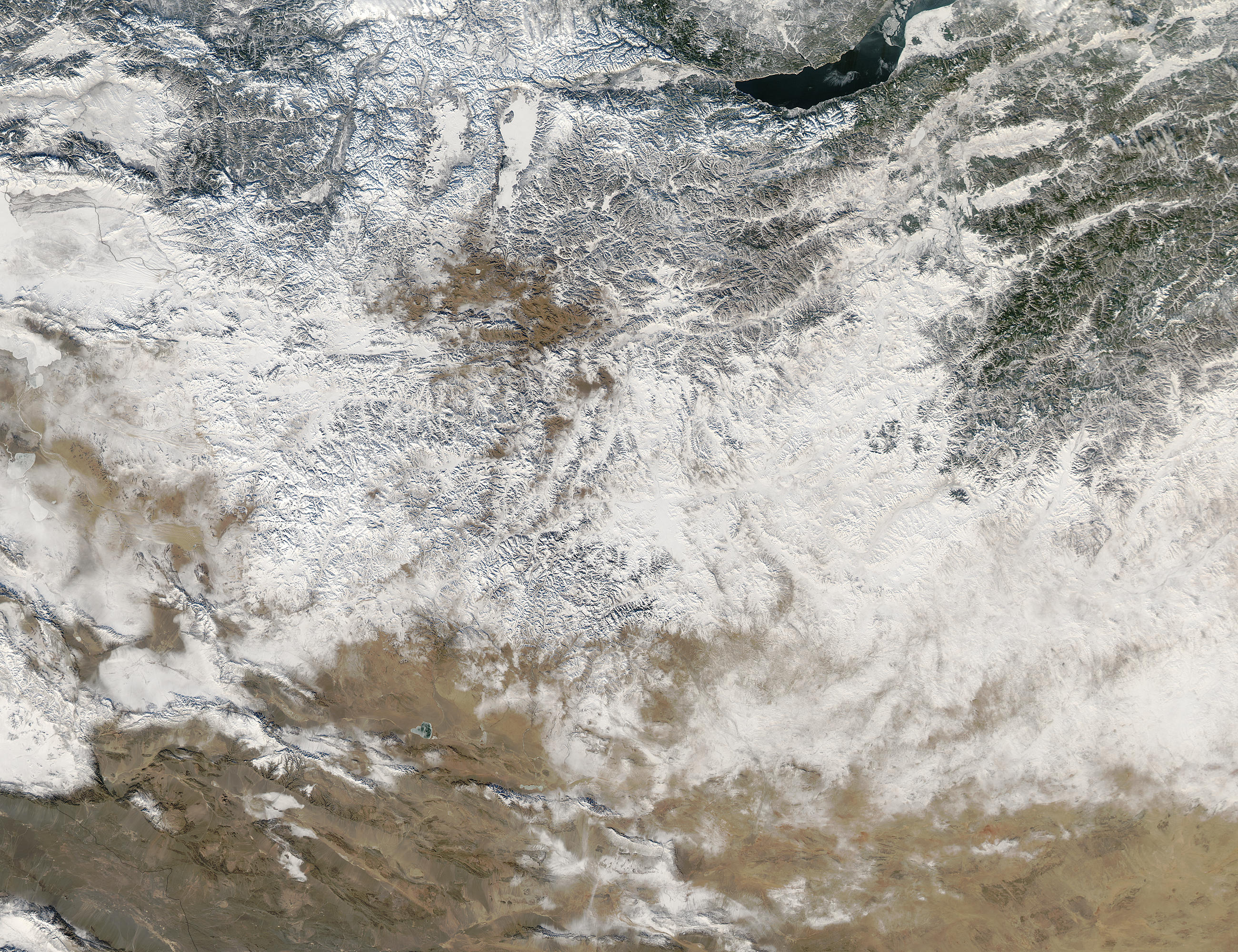
Importantes chutes de neige le 21 décembre 2003. Les hivers sont généralement secs et un tel enneigement est exceptionnel.

Le climat de Mongolie est nettement continental, avec des hivers longs, secs et froids, et des étés courts. Situé dans une zone de haute pression, le ciel mongol est sans nuages 257 jours par an en moyenne. Les précipitations annuelles varient de 200 à 350 millimètres au nord pour 100 à 200 mm au sud, dont la plus grande partie tombe en été. Les précipitations sont presque inexistantes dans le désert de Gobi qui occupe l’extrême sud.
Les températures moyennes sont généralement inférieures à 0 °C de novembre à mars, et proches de 0 °C en avril et octobre. Des températures de – 20 °C sont fréquentes en janvier et février et peuvent descendre jusqu’à –40 °C la nuit. En été, l’atmosphère peut atteindre 38 °C au sud du désert de Gobi, 33 °C à Oulan-Bator. Plus de la moitié du pays est couvert de permafrost, ce qui rend difficile la construction de bâtiments, de routes et de mines. Tous les fleuves et lacs d’eau douce gèlent en hiver, les plus petits sur toute leur profondeur. Les tempêtes de sable ne sont pas rares au printemps.
La météo peut être d’une grande instabilité, en particulier en été. La quantité de précipitations et les dates de gel / dégel peuvent varier considérablement d’une année à l’autre, ce qui rend la survie des hommes et des troupeaux difficile dans un pays où moins de 1 % des terres sont cultivables. Des céréales, principalement du blé, poussent dans la vallée de la Selenga mais les quantités récoltées sont très variables en fonction du gel et des précipitations. En hiver, le blizzard dépose une couche de neige et de glace sur les pâturages, ce qui peut causer la mort d’une grande partie des troupeaux.

## Ressources naturelles
Pétrole, charbon, cuivre, molybdène, tungstène, phosphate, étain, nickel, zinc, fluorine, or.
Exploitation du sol :
- terres arables : 1 %
- cultures permanentes : 0 %
- pâturages permanents : 80 %
- forêts : 9 % (est. 1993).

Terres irriguées : 800 km2 (est. 1993).

## Subdivisions administratives
La Mongolie est divisée en 21 aïmags (provinces) et subdivisée en sum (district).

## Situation des villes

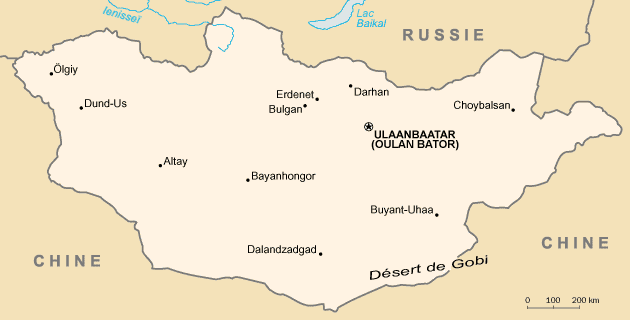
Carte des villes principales de Mongolie.

## Noms géographiques
La Commission des noms géographiques mongols est créée en 1925 sous l'égide de l'Académie des sciences de Mongolie dans le but de retranscrire tous les noms géographiques écrits en alphabet mongol traditionnel. En 1949, le gouvernement interdit la modification arbitraire des noms géographiques (tous les habitants n'adhérant pas aux noms transcrits). En 1961, le gouvernement change de direction et charge les collectivités locales de restaurer les noms géographiques de leur région. Après une étude de 7 ans, la Commission permanente sur les noms géographiques enregistre 424 388 noms géographiques en 1987. À la suite de nouvelles lois sur la géodésie et la cartographie promulguées en 1997, l'administration réduit cette liste à 214 805 noms, liste approuvée par le Parlement en 2003. Alors que le gouvernement s'apprête à établir une nouvelle carte 1/25 000 de l'intégralite de son territoire, un décret est voté en 2017 visant à protéger cette liste établie. Une base de données des noms géographiques est en construction (2019).

## Considérations environnementales
À la fin des années 1980, après une période d’urbanisation et d’industrialisation intense, les autorités mongoles se sont rendues plus attentives aux conséquences sur l’environnement. La pollution du lac Baïkal en Russie a incité la Mongolie à préserver le lac Khövsgöl, relié au premier par la Selenga, principalement en réduisant les déversements de pesticides et des matières toxiques issues du traitement de la laine.
La déforestation au profit des pâturages et de la culture du blé et du foin a augmenté le phénomène d’érosion, par le vent et les violents orages estivaux. Dans le Hangayn Nuruu au centre, cela a provoqué une baisse du débit des fleuves alimentant le nord du pays. Au sud, la progression du désert de Gobi menaçait les fragiles pâturages environnant. Ceci poussa le gouvernement à fonder le Ministère de la protection de l’environnement en 1987.
La Mongolie est partie aux traités internationaux suivants: biodiversité, changements climatiques, protocole de Kyoto, désertification, espèces en danger, modifications environnementales, droit de la mer, interdiction des essais nucléaires, protection de la couche d’ozone, zones humides.